# Kościół Staroluterański we Wrocławiu
Kościół staroluterański (niem.: Altlutherische Kirche) – kościół, który znajdował się we Wrocławiu na osiedlu Leśnica.